# جی‌مول
جی‌مُل (به انگلیسی: Jmol) نرم‌افزاری متن‌باز و نوشته شده با زبان جاوا برای نمایش ساختار سه‌بعدی مولکول‌های شیمیایی است که نیازی به تقویت‌کننده‌های سه‌بعدی برای کامپیوترهای شخصی ندارد. جی‌مل ساختار فیزیکی مولکول‌ها را به حالت سه‌بعدی و قابل درک تبدیل می‌کند که در آموزش، مطالعات و تحقیقات علمی و حتی خطرناک همچون آزمایش‌های شیمیایی کاربردی وسیع دارد. این نرم‌افزار که با زبان برنامه‌نویسی جاوا نوشته شده در سیستم عامل‌های ویندوز، مکینتاش اواس، لینوکس و یونیکس قابل اجرا است.
این برنامه یک نرم‌افزار آزاد و متن‌باز است. مستقل بودن و قابلیت توسعه و به‌روزرسانی این نرم‌افزار مهم بوده و نیز امکان یکپارچه شدن با دیگر نرم‌افزارهای جاوا همچون بیوکلیپس و تاورنا را دارد.
یکی از قابلیت‌های محبوب آن وجود برنامکی است که امکان اجرای مولکول‌های طراحی شده در برنامه را در صفحه‌های اینترنتی به روش‌های مختلف امکان‌پذیر می‌کند. به عنوان مثال مولکول‌ها را می‌توان به صورت «توپ و چوب»، «فضای پر شده»، «روبانی» و غیره به نمایش درآورد. جی‌مل از قالب پرونده‌های ملکولی نیز پشتیبانی می‌کند از جمله بانک اطلاعات پروتوئین‌ها (pdb)، فایل اطلاعات کریستالوگرافی (cif)، جدول فایل‌های شیمیایی (mol) و زبان نشانه‌گذاری شیمیایی (cml).
جی‌مل نیازمند نصب اولیه جاوا بر روی هر سیستم مکمل اجرایی است. به‌طور مثال جی‌مل با مرورگرهای موزیلا فایرفاکس، اینترنت اکسپلورر، اپرا، گوگل کروم و سافاری سازگاری کامل دارد.

## نماگرفت

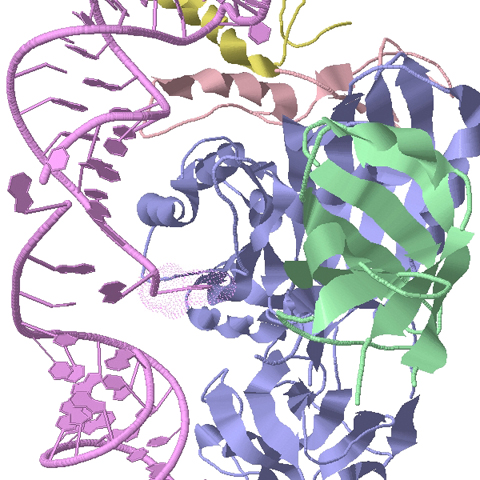
ساختار نوعی کریستال
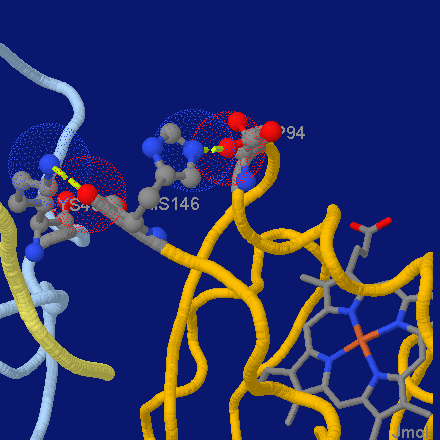
نمایش دو شاخه از نمک موجود در هموگلوبین
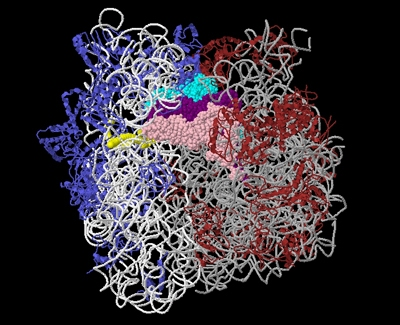
یوباکتریال ۷۰اس ریبوزوم